# Русия 1
Россия 1 е обществена телевизия в Русия, основана на 13 май 1991 година от Общоруската държавна телевизионна и радиопредавателна компания.

## Предавания
- Вести
- Името на Русия (от 2008)
- Специален кореспондент

## Ръководители

### Генерални директори
- Сергей Подгорбунски (1991 – 1996)[1]
- Кирил Легат (1996)[2]
- Александър Акопов (1997 – 2002)[3]
- Антон Златополски (от 2002 година)[4][5]

### Главни редактори
- Александър Акопов[6]

### Генерални продуценти
- Александър Акопов (1997 – 2002)[7]
- Павел Корчагин (2002 – 2003)[8]
- Василий Григорев (2003)[9]
- Сергей Шумаков (2003 – 2009)[10]
- Дмитрий Медников (2009 – 2015)[11]
- Игор Шестаков (от 2015 година)[12][13]

### Главни режисьори
- Иван Диховични (1998 – 2000)[14]

### Музикални дизайнери
- Сергей Миклашевски (1993 – 1997)[15]
- Сергей Чекрижов (1997 – 1998)
- Антон Батагов (1998 – 2001)[16]
- Александър Петрунин (2002 – 2006)[17]
- Александър Салоид (от 2006 година)[18]

### Дирекция за информационни програми
- Алексей Абакумов (1998 – 2000)[19]
- Раф Шакиров (2000)[20]
- Андрей Бистрицки (2000[21], 2004 – 2006)[22]
- Александър Абраменко (2000 – 2002)[23]
- Владимир Кулистиков (2002 – 2004)[24]
- Юлия Бистрицка (Ракчеева) (2006 – 2012)[25]
- Евгений Ревенко (от 2012 година)[26]

## Логотипи
Логотипи от създаването на телевизията:
- Втори логотип на РТР 
 (16 септември – 31 декември 1991)
- Трети логотип на РТР 
 (1 януари 1992 – 31 октомври 1993)
- Четвърти логотип на РТР 
 (1 ноември 1993 – 13 септември 1998) (от 1 ноември 1997 до 13 септември 1998 година е използван в ефира)
- Четвърти логотип на РТР-1 на име „Россия“ 
 (1 ноември 1997 – 13 септември 1998) (не се използва в ефира)
- Пети логотип на РТР 
 (14 септември 1998 – 14 септември 2001)
- Шести логотип на РТР 
 (15 септември 2001[27] – 31 август 2002)
- Седми логотип на ТВ канал „Россия“ 
 (1 септември 2002[28] – 23 декември 2008)
- Осми логотип на ТВ канал „Россия“ 
 (24 декември 2008 -31 декември 2009)
- Девети логотип на ТВ канал „Россия-1“ 
 (1 януари 2010[29] – 14 март 2012) (от 1 до 17 януари 2010 година се променя с предишния логотип)
- Десети логотип на ТВ канал „Россия-1“ 
 (15 март – 30 септември 2012)
- Единадесети логотип на ТВ канал „Россия-1“ 
 (1 октомври 2012 – настоящо време)